# Adolphe Prins

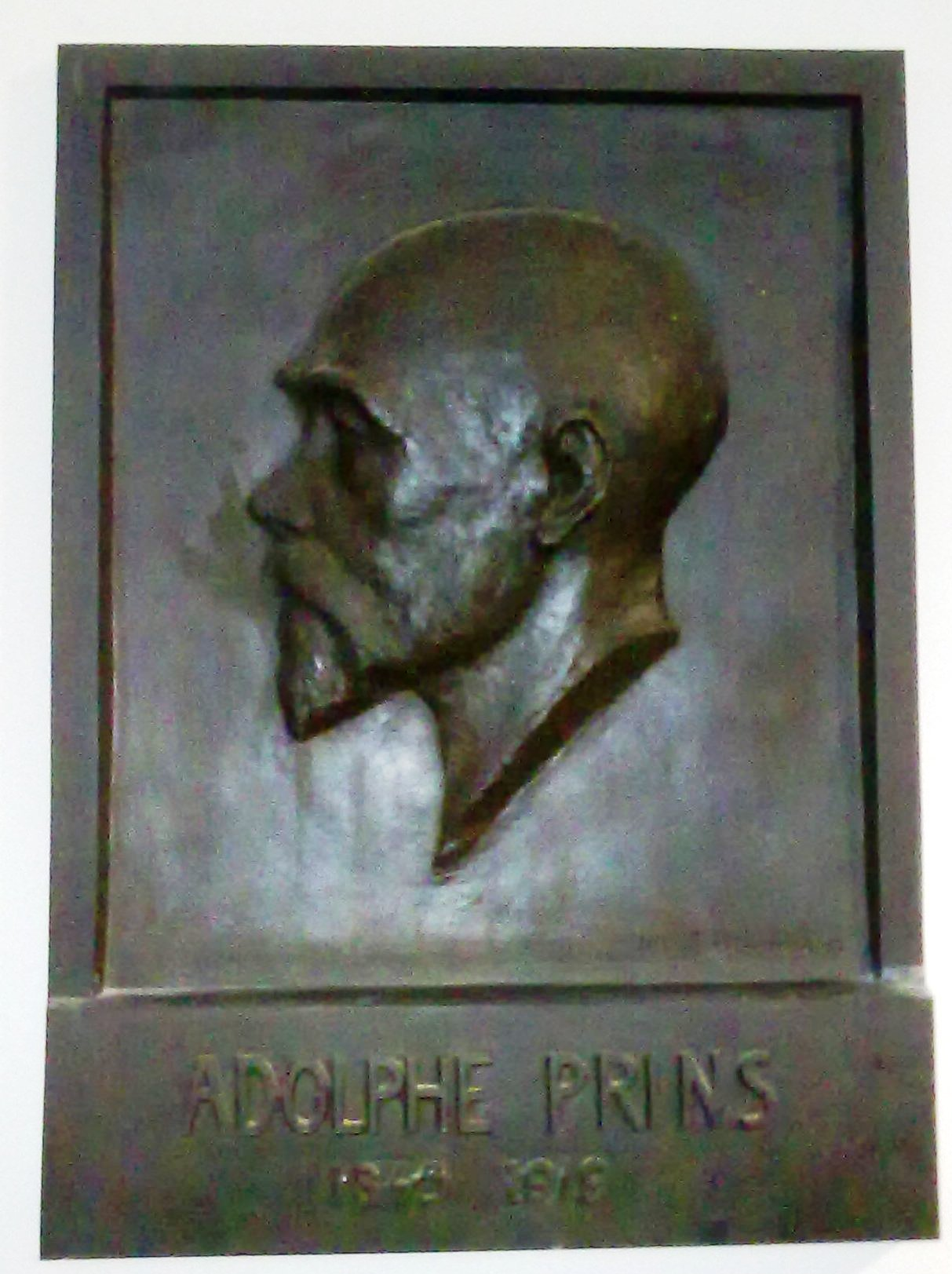
Adolphe Prins (1845-1919)

Adolphe Prins, född 2 november 1845 i Bryssel, död 30 september 1919 i Ixelles, var en belgisk jurist.
Prins var först advokat, blev 1878 professor i naturrätt och straffrätt vid det fria universitetet i Bryssel. Han utnämndes 1884 till generalinspektör för fångvården, men behöll nämnda professur i vad den avsåg straffrätt. Han stiftade tillsammans med Franz von Liszt och Gerard Anton van Hamel 1889 Internationella kriminalistföreningen.